# Machinefabriek Klieverik
De machinefabriek Klieverik is een voormalige machinefabriek in Oldenzaal, gespecialiseerd in het maken van doseer- en mengmachines voor de verf- en textielindustrie die heeft bestaan van 1964 tot 1992.

## Faillissement en rechtsgang
In 1992 werd de fabriek failliet verklaard na een twee weken durende bedrijfsbezetting door 76 van de 77 personeelsleden, onder leiding van de Industriebond FNV, een vakbond die later zou fuseren tot FNV Bondgenoten. De teloorgang van de machinefabriek leidde tot een schadeclaim van de toenmalige eigenaar Ventaz tegen FNV bondgenoten. Toenmalige eigenaar Bill Vriesinga kwam in 2000 met een schadeclaim van 41,2 miljoen gulden (circa 18,7 miljoen euro) omdat hij van mening was dat zijn fabriek moedwillig door de vakbond kapotgestaakt was. Het verweer van FNV bondgenoten was erop gebaseerd dat de machinefabriek ook voor haar inmenging al ten dode opgeschreven was, en de bezetting slechts bedoeld was om te voorkomen dat de eigenaar belangrijke machines aan de onderneming zou onttrekken. Het gerechtshof bepaalde vervolgens dat de bezetting door de vakbond onrechtmatig was en op 27 juli 2007 oordeelde de rechtbank in Amsterdam dat de hieruit voortvloeiende schade 5,5 miljoen euro bedroeg. Vermeerderd met rente werd FNV bondgenoten veroordeeld tot het betalen van 16 miljoen euro.